# Cubul 2
Cubul 2 (cu titlul original Cube 2: Hypercube) este un film de groază, psihologic, canadian din 2003. Acesta este cel de-al doilea film din seria de filme Cubul.

## Rezumat
Filmul începe cu o tânără, Becky, care este blocată în Cub. Intră în altă încăpere însă, fără să știe că gravitația este inversată, se izbește de unul dintre pereți.
Mai târziu, o femeie pe nume Kate, detectivul Simon, o fată oarbă Sasha, inginerul Jerry, producătorul de jocuri video Max, avocata Julia și o bătrână doamnă Paley sunt și ei blocați în încăperi cubice, fiecare cu câte șase uși care fac legătura la alte camera. Aceștia îl întâlnesc pe colonelul Thomas Maguire, care le spune că trebuie să rezolve codul pentru a putea scăpa. Un perete începe să se apropie de grup; aceștia scapă, în timp ce Thomas rămâne în urmă și se încătușează. Kate și Simon urmăresc îngroziți cum Thomas este dezintegrat de peretele de natură non-fizică. Mai apoi, grupul află că gravitația acționează în direcții diferite, în funcție de încăpere. Doamna Paley și Jerry realizează că
s-ar putea afla într-un tesaract, în timp ce Kate observă în mod constant numărul „60659” inscripționat pe pereți.
Grupul realizează că toate ar putea avea legătură cu Izon, o fabrică de arme. Doamna Paley deschide o ușă prin care se vede pe ea și pe Simon uciși. Jerry crede că e vorba de un univers paralel, în timp ce Max și Julia se gândesc la o iluzie optică. Mai târziu, în timp ce toți dorm, Simon realizează că se află în tesaract în căutarea lui Becky, un angajat Izon dispărut. Între timp, Sasha, care are auzul dezvoltat, percepe un zgomot și îi trezește pe ceilalți. Grupul urmărește un pătrat plutitor în central camerei, care inițial ia diferite forme ale unui tesarect, după care se transform într-un corp geometric letal, care se învârtește rapid.
Toți fug în altă încăpere, însă Jerry este ucis și dezintegrat de corp. Kate rămâne în urmă pentru a o salva pe Sasha, amândouă fiind aproape ucise; acestea rămân separate de restul grupului. Simon începe să o suspecteze pe doamna Paley ca fiind un spion, așa că o leagă îi pune căluș, însă raze de cristal încep izbucnesc din pereți. Văzând că nu o mai poate salva pe doamna Paley, Simon o înjunghie cu un cuțit. Max și Julia, tulburați de uciderea ei, se duc în altă încăpere. Acolo fac sex; fără să știe că se află într-o cameră în care timpul se scurge diferit, aceștia îmbătrânesc și devin, în cele din urmă, niște scheleți plutitori. Simon, flămând și începând să înnebunească, întâlnește un Jerry dintr-un univers paralel și pe Becky, și îi ucide pe amândoi.
Între timp, cate descoperă realități alternative în diferite camere, care o înfioară. Sasha îi spune lui Kate că timpul și spațiul sunt dereglate; tesaractul va face o explozie internă și realitatea va dispărea. Apoi mărturisește că este de fapt Alex Trusk, un hacker responsabil pentru crearea tesaractului. De asemenea, dezvăluie că a încercat să oprească compania Izon să pună oamenii în tesaract, însă a fost hăituită și a intrat de una singură în tesaract, pentru a nu fi urmărită. Kate continuă să creadă că existe un loc de scăpare. Îl întâlnește pe Simon și, speriată, îl înjunghie în ochi. Simon apare imediat în spatele lui Alex, bătrân și fără un ochi, dovedindu-se că teoria timpului enunțată de Alex. Simon o ucide pe Alex, rupându-I gâtul.
Kate observă că tesaractul se micșorează și îl ucide pe Simon cu cuțitul. Privind la numeroasele ceasuri duplicate ale lui Jerry, realizează că „60659” este de fapt momentul în care va avea loc explozia (6:06:59) și că scopul ei este acela de a recupera colierul lui Alex, care conținea informații confidențiale pentru Izon. Hipercubul începe să dispară, iar Kate deschide o ușă din podea, prin care observă un spațiu vid negru. Se aruncă prin ușă în momentul în care hipercubul explodează. Kate se trezește purtată de autoritațile Izon, într-o fabrică necunoscută. Le dă colierul și este apoi ucisă de unul dintre angajații Izon. Autoritățile Izon declară, în final, că „Faza a doua s-a încheiat”.

## Roluri
- Kari Matchett (Kate Filmore)
- Geraint Wyn Davies (Simon Grady)
- Grace Lynn Kung as (Sasha/Alex Trusk)
- Neil Crone (Jerry Whitehall)
- Matthew Ferguson (Max Riesler)
- Lindsey Connell (Julia Sewell)
- Greer Kent (Becky Young)
- Bruce Gray (Colonel Thomas H. Maguire)
- Barbara Gordon (Mrs. Paley)
- Andrew Scorer (Dr. Phil Rosenzweig)
- Paul Robbins (Tracton)
- Philip Akin (Generalul)

## Legături externe
- Cube 2: Hypercube la Wayback Machine  (arhivat la 10 iunie 2004). official site (Sci Fi Channel). Archived from the original on 10 iunie 2004
- Cubul 2 la Internet Movie Database
- Cubul 2 la Allmovie
- Cube 2: Hypercube la Rotten Tomatoes
- Cubul 2 la CineMagia